# 岡野雅行 (会社社長)
岡野 雅行（おかの まさゆき、1933年(昭和8年)2月14日 - ）は、日本の工業技術者、経営者。金属加工会社・岡野工業株式会社の代表取締役（社長・ただし2018年に2年後を目途に廃業すると表明している・後述）。東京都墨田区出身。

## 概要
1933年（昭和8年）生まれの東京都出身。金属深絞り加工の世界的工業技術者（金型職人）として知られていて、東京都墨田区の従業員数6人という小さな町工場でありながら、その高い技術カが日本はもちろん、世界の大企業やNASAなどに注目され、製品が次々に採用される実績を持つ。講演多数、著書20以上。
1945年、向島更正国民学校初等科を卒業後、実父が創業した金型工場を手伝い始める。旧制中学校中退。20代の頃に父親に「夕方5時から翌朝の8時まで」工場を貸してくれるように頼み、昼間は工場の仕事を、夜の時間に自ら受注した仕事をこなしながら技術力を磨いた。
そのときに岡野が誓ったのが2つ。「安すぎて誰もやらない仕事」「技術的に難しすぎて他の誰にもできない仕事」しかやらないということだという。
1972年（昭和47年）に父親が社長を務めていた岡野金型製作所の2代目社長（自称「代表社員」）に就任して、社名を岡野工業と改める。以後金型生産のみから脱却しプレス加工へ進出、更には生産設備開発で自動化設備開発へと発展する。
世界的にも技術を認められ、テレビ番組にも取り上げられたりしているが、依然として会社規模を少数精鋭で数名のままとして開発を続けた。
2004年（平成16年）秋の褒章にて、旭日双光章を受章する。
2005年（平成17年）12月、第4回日本イノベーター大賞、ジャパンクール賞を受賞。
2006年（平成18年）10月12日、岡野工業が、東京商工会議所主催の第4回勇気ある経営大賞の大賞を受賞する。
2018年3月13日、日本経済新聞のインタビューで「あと2年で会社を閉じるつもり。自然体でやめていく。」と報じられた。

### 事件
2012年（平成25年）7月19日に、経営する岡野工業の脱税事件が発覚。東京国税局の税務調査を受け、2011年までの5年間に1億円超の所得隠しを指摘されていたことが分かった。この事件について『日経ビジネス』のインタビューで以下の様に語った。
仕事を出す代わりに、後で手数料をバックしてもらうことは、この商売ではよくあることなんだけどね。取引先から「仕事が欲しい、仕事をさせてくれ」って頼まれたから「じゃあ、仕事を出してやるか」ってことになったんだよ。
 
その会社は景気が悪かったんだ。かわいそうだから仕事をやってやったんだよ。ただ、それを帳簿につけていなかった。そこが問題だったんだな。
 
俺はカネのことは社員任せなんだよ。仕事はどんどん来るからね。仕事だけやっていればいいと思っている。
結局、外部の工場に割り振った仕事の売り上げが、計上されておらず、税務署側からそれらの売り上げを自社分として組み込まれて会計計算されてしまったことになる。岡野工業としての実態収入でない約1億円分(外部の工場分)をかぶることになった。

## 代表作
リチウムイオン電池ケース
もともとウォークマン用に開発したものを携帯電話向けに転用した。液漏れによる事故を防ぐため、同部品は均一の金属板で作られる必要があるが、これを薄く亀裂の入りやすいステンレスの深絞り加工で実現した。かつて、ジッポーのライターのケースを作っていた技術が生きた。
痛くない注射針（ナノパス33）
針の先端が蚊の口吻とほぼ同じ外径200 μm、内径80 μm。シリンジ側はΦ0.35 ミリメートルと太くテーパーになっている。理論物理学者にも不可能と言われたそれを、ステンレス素材のプレス加工で実現させた。医療機器メーカ、テルモからの依頼により開発。なおテルモは同社に依頼するまでに100社以上に「企画」を持ち込んだがすべて断られたという。同製品は「05年度グッドデザイン大賞」（日本産業デザイン振興会主催）にも選ばれている。

## 書籍

### 著書
- 『俺が、つくる! 世界一の職人岡野雅行』中経出版、2003年1月24日、ISBN 978-4806117605
  - 『俺が、つくる! 世界一の職人が語る仕事の哲学(中経文庫)』中経出版、2006年9月1日、ISBN 978-4806125013

カセット・ビデオ・CD-ROMも発売されている。

『CD 俺がつくる!「世界一の職人」』日本経営合理化協会、2003年8月1日、ISBN 978-4891010836
- 『あしたの発想学 いかにして痛くない注射針はできたのか!?』リヨン社、2003年7月31日、ISBN 978-4576031521
- 『カネは後からついてくる!』青春出版社、2005年9月29日、ISBN 978-4413037280
- 『岡野雅行 人のやらないことをやれ! - 世界一の技術を誇る下町の金型プレス職人、その経営哲学と生き方指南』ぱる出版、2006年3月24日、ISBN 978-4827202380
- 『世界一の職人が教える 仕事がおもしろくなる発想法 結果が出ない人はいない』青春出版社、2006年8月2日、ISBN 978-4413036047
  - 『世界一の職人が教える 仕事がおもしろくなる発想法 (青春文庫)』青春出版社、2008年2月9日、ISBN 978-4413093903
- 『あしたの発想学 従来の延長ではなく既存を壊すことが新しい発想のスタートだ! (かに心書)』リヨン社、2006年8月21日、ISBN 978-4576061436
- 『学校の勉強だけではメシは食えない! 世界一の職人が教える「世渡り力」「仕事」「成功」の発想』こう書房、2007年11月5日、ISBN 9784769609568
オーディオブックCD『学校の勉強だけではメシは食えない!』でじじ発行 パンローリング発売、2008年3月27日、ISBN 978-4775925904
- 『人生は勉強より「世渡り力」だ! (青春新書インテリジェンス)』青春出版社、2008年6月3日、ISBN 978-4413042048
  - 『人生は勉強より「世渡り力」だ! (青春文庫)』青春出版社、2011年2月9日、ISBN 978-4413094849
  - 『人生は勉強より「世渡り力」だ!』青春出版社、2014年8月1日、ISBN 978-4413039239
- 『メシが食いたければ好きなことをやれ！ 世界一の職人が教える「自分ブランド」「人づきあい」「心丈夫」の方法』こう書房、2008年9月3日、ISBN 978-4769609834
- 『試練は乗り越えろ 俺は、こうして生きてきた！』ロングセラーズ、2010年2月25日、ISBN 978-4845421770
- 『俺の感性が羅針盤だ! 人生の答案用紙にナビはない』こう書房、2010年4月1日、ISBN 978-4769610250
- 『不可能を可能にするあしたの発想術 (ロング新書)』ロングセラーズ、2010年9月25日、ISBN 978-4845408498
- 『心が折れない働き方 ブレない強さを身につける法 (青春新書インテリジェンス)』青春出版社、2011年12月2日、ISBN 978-4413043441
- 『他人と違うことをしなければ生き残れない』PHP研究所、2012年7月6日、ISBN 978-4569805160
- 『学校で教えない“お金"を生む発想法』朝日新聞出版、2012年7月20日、ISBN 978-4022509956

### 共著・対談本
- 『しごとの学校 第1回授業 (mokdas)』（編者:ムクダス編集部）中経出版、2003年8月8日、ISBN 978-4806118572 - 17名の一人
- 『技術で生きる！ 1人1億円売り上げる経営』（著者:松浦元男 岡野雅行）ビジネス社、2004年1月1日、ISBN 978-4828410920
- 『町工場こそ日本の宝 他人のやらないことをやるから儲かる!』（著者:橋本久義 岡野雅行）PHP研究所、2005年8月3日、ISBN 978-4569643625
- 『日本の大事な話』（著者:鳥越俊太郎 齋藤孝 小泉武夫 山本容子 今井彰 岡野雅行 ほか全17名）ロコモーションパブリッシング、2005年11月20日、ISBN 9784862120250 - 17人のインタビュー集
- 『仕事学のすすめ 2010年2ー3月 (NHK知る楽/木)』（著者:勝間和代 岡野雅行）NHK出版、2010年1月25日、ISBN 978-4141895398
- 『日本人の「正義」の話をしよう 白熱教室in岡野工業』（著者:勝谷誠彦 岡野雅行）アスコム、2011年3月17日、ISBN 978-4776206514

## 関連書籍
- 『不可能を可能にした男-技術力で世界に挑む職人 岡野雅行』（著者:篁笙子）メトロポリタン出版、2001年10月1日、ISBN 978-4434013720
- 『天才のヒラメキを見つけた！ (WAC BUNKO)』（著者:日垣隆）ワック、2006年10月13日、ISBN 978-4434013720 - 羽生善治 川島隆太 岡野雅行 他全5名との対談集
- 『達人に訊け!』（著者:ビートたけし）新潮社、2006年11月16日、ISBN 978-4103812173 - 10人の対談者の一人
  - 『達人に訊け!(新潮文庫)』（著者:ビートたけし）新潮社、2009年5月28日、ISBN 978-4101225319 - 10人の対談者の一人

## テレビ・メディア出演掲載
- クローズアップ現代 技術で勝負 挑戦する町工場（2003年2月19日、NHK）[10]。
- がっちりマンデー!! メイドインジャパン モノ作りの腕で勝負する男たち！！その（3）岡野工業（2005年7月3日、TBS）[11]。
- 夢の扉 〜NEXT DOOR〜 『夢の扉』の新たなを開扉く（2005年9月11日、TBS）[12]
- 「熱血経済スペシャル 俺たちの!突破宣言」（2006年1月21日、テレビ東京系列）
- 「カンブリア宮殿」（テレビ東京系列）
  - 少年よ 感性を磨け（2006年4月24日）[13]。
  - 緊急企画！アベノミクスの近未来 為替は、金利は、そして給料はどうなる？（2013年6月6日）[14]。
- 「出没!アド街ック天国」東向島 BEST30の第4位に選ばれていた町工場（2009年2月12日、テレビ東京系列）[15]
- 「ビートたけしのTVタックル」「ニッポンの景気」を考えるスペシャル 私にもひとこと言わせろ（2009年11月23日、テレビ朝日系列）
- 「ワールドビジネスサテライト」「痛くない注射針」を企画した企業と製造した中小企業（2010年9月21日、テレビ東京系列）
  - 「ワールドビジネスサテライト」病院選びに役立つ!?口コミサイトが規制対象へ、税制の改正で町工場を救う!?（2017年11月14日、テレビ東京系列）
- 「スーパーモーニング」痛くない注射針を開発した墨田区の町工場（2010年10月18日、テレビ朝日系列）
- 「情報7daysニュースキャスター」痛くない注射針を開発（2011年2月5日、TBSテレビ系列）
- 「新報道2001」岡野工業が作成した痛くない注射針（2011年12月25日、フジテレビ系列）
- 「ガイアの夜明け」逆襲者たち - 小さな企業の大きな挑戦（2012年3月20日、テレビ東京系列）
- 「スクール革命!」（2012年11月18日、日本テレビ系列）雑学編 第2位「世界に誇る日本の技術」。「日本の町工場が開発した世界の子どもたちが喜ぶモノとは？」という問題を出題。正解は「痛くない注射」
- 「スクール革命!」「痛くない注射」（2013年1月13日、日本テレビ系列）
- 「スーパーJチャンネル」世界一痛くない注射針「ナノパスニードル」の製造工程（2013年4月23日、テレビ朝日系列）
- 「たけしのニッポンのミカタ!」世界が狙っている!?買われる国ニッポン（2013年6月14日、テレビ東京系列）
- 「日経スペシャル 未来世紀ジパング〜沸騰現場の経済学〜」ニッポンの医療、世界へ!第2弾 痛くない注射針（2013年6月24日、テレビ東京系列）

### インターネット番組
- HANDSHAKING

### その他
- 2011年1月23日に開催された第78回自民党大会のゲストスピーチを行い、報じられる。
- 2013年6月18日、「Visionetビジョネット」出演、ビッグインタビューズ「小さな町工場から世界へ!岡野式超一流の仕事力」
- 2014年2月24日、「ニュースの深層」出演、中小企業のカリスマ登場。
- 2004年10月20日号掲載「ニューズウィーク日本版」米軍も頼りにする職人芸[16]